# Asteia albovaria
Asteia albovaria är en tvåvingeart som beskrevs av Aldrich 1915. Asteia albovaria ingår i släktet Asteia och familjen smalvingeflugor.
Artens utbredningsområde är Peru. Inga underarter finns listade i Catalogue of Life.